# TAXA
 For alternative betydninger, se Taxa (flertydig). (Se også artikler, som begynder med Taxa)
TAXA er en tv-serie fra DR1 i 56 afsnit, skrevet af Stig Thorsboe og produceret af Rumle Hammerich. Serien handler om en mindre taxacentral, Krone-Taxa, i København. Serien var en af DR's største succeser lige fra det første afsnit, der blev sendt 14. september 1997 på DR1. Serien blev sendt i perioden 1997-1999 over i alt 5 sæsoner. I første sæson lå seertallet på omkring 1 million, mens den i anden sæson steg til 1,3 millioner seere per afsnit. Sidste sæson havde knap 1,4 mio. seere i gennemsnit. Alle afsnit er digitaliseret og er frit tilgængelige på DRs arkiv-hjemmeside, DR Gensyn.
Centralen har sine op- og nedture, og i løbet af serien følger vi de forskellige chauffører, radiooperatøren Lizzie og chefen Verner Boye-Larsen (John Hahn-Petersen). De har alle deres problemer både med kunder og familielivet, og hele tiden truer seriens "skurk" Hermann fra den konkurrerende central, Citybilen, der ønsker at overtage Krone-Taxa.
Inden optagelserne brugte holdet bag tv-serien en lokal taxicentral på Østerbro, Ryvang Bilen, som inspiration. Dramaseriens to radiodamer (Trine Dyrholm og Margrethe Koytu) sad et par uger på centralen for at komme ind i rollen og gøre den så realistisk som muligt.
Systemet fra serien, med klodser som viste i hvilke distrikter bilerne befandt sig, var en tro kopi af Ryvang Bilens nødsystem, ligesom døren fra serien med teksten "Radiorum – ingen adgang" også var kopieret fra virkelighedens lokale taxicentral.

## Medvirkende

### Hovedroller
| Skuespiller            | Rolle                 | Antal afsnit |
| ---------------------- | --------------------- | ------------ |
| Pernille Højmark       | Lotte Nielsen         | 56 afsnit    |
| Zlatko Buric           | Meho Selimoviz        | 56 afsnit    |
| Pia Vieth              | Birgit Boye-Larsen    | 56 afsnit    |
| Jesper Lohmann         | Finn Johansen         | 56 afsnit    |
| Leif Sylvester         | Tom Lund              | 49 afsnit    |
| Peter Gantzler         | Mike Engholm          | 56 afsnit    |
| John Hahn-Petersen     | Verner Boye-Larsen    | 56 afsnit    |
| Margrethe Koytu        | Lizzie Boye-Larsen    | 56 afsnit    |
| Anders W. Berthelsen   | René Boye-Larsen      | 56 afsnit    |
| Peter Mygind           | Andreas Lund-Andersen | 55 afsnit    |
| Helene Egelund         | Gitte                 | 42 afsnit    |
| Trine Dyrholm          | Stine Jensen          | 35 afsnit    |
| Laura Christensen      | Fie Nielsen           | 33 afsnit    |
| Torben Jensen          | Herman                | 29 afsnit    |
| Ann Eleonora Jørgensen | Nina Boye-Larsen      | 25 afsnit    |
| Jens Jørn Spottag      | Peter                 | 22 afsnit    |

### Biroller
| Skuespiller            | Rolle                                                                | Antal afsnit |
| ---------------------- | -------------------------------------------------------------------- | ------------ |
| Waage Sandø            | Preben Boye-Larsen                                                   | 1 afsnit     |
| Caroline Drasbæk       | Mai                                                                  | 19 afsnit    |
| Lars Knutzon           | Bentzon                                                              | 15 afsnit    |
| Marina Bouras          | Rikke, prostitueret                                                  | 6 afsnit     |
| Susanne Storm          | Cecilie, Mikes kæreste Camilla, Cecilies tvillingesøster             | 8 afsnit     |
| Søren Spanning         | Claus, Lottes eksmand, Fies far                                      | 12 afsnit    |
| Henrik Larsen          | Kriminalassistent Agerbo                                             | 11 afsnit    |
| Claus Bue              | Kurt, Taxachauffør                                                   | 14 afsnit    |
| Kjeld Nørgaard         | Bent Falk                                                            | 4 afsnit     |
| Janus Nabil Bakrawi    | Valid                                                                | 6 afsnit     |
| Sofie Gråbøl           | Anna Sander                                                          | 7 afsnit     |
| Søren Pilmark          | Mark Sander, Annas mand                                              | 6 afsnit     |
| Birgitte Simonsen      | Maria, Annas storesøster                                             | 4 afsnit     |
| Birthe Neumann         | Kirsten, Verners tidl. kæreste                                       | 6 afsnit     |
| Solbjørg Højfeldt      | Eva, redaktør for Omegnsbladet                                       | 11 afsnit    |
| Vibeke Ankjær Axværd   | Louise, Finns elskerinde                                             | 12 afsnit    |
| Tammi Øst              | Mette Sandbæk, lægevagt, Andreas' kæreste                            | 13 afsnit    |
| Nis Bank-Mikkelsen     | Mogens Sandbæk, retsmediciner, Mettes mand                           | 5 afsnit     |
| Lars Brygmann          | Ulrik, Toms søn                                                      | 4 afsnit     |
| Sanne Graulund         | Vibeke, Ulriks kone                                                  | 3 afsnit     |
| Rebecca Sørensen       | Amalie, Ulriks datter                                                | 3 afsnit     |
| Jimmy Jørgensen        | Phillip, natklubbestyrer                                             | 8 afsnit     |
| Nikolaj Steen          | Leo, pusher                                                          | 3 afsnit     |
| Thomas Bo Larsen       | Sune, kok på "Cafe Krone"                                            | 5 afsnit     |
| Morten Kristensen      | Casper, Birgits og Finns søn                                         | 7 afsnit     |
| Caroline Johansen      | Caroline, Birgits og Finns datter                                    | 6 afsnit     |
| Jesper Langberg        | Direktør Magnusson                                                   | 2 afsnit     |
| Birgitte Federspiel    | Fru Magnusson, direktørens mor                                       | 2 afsnit     |
| Bent Mejding           | Christian Cornelius, gift med Kirsten                                | 3 afsnit     |
| Hans Henrik Clemensen  | John, chauffør hos Lizzie                                            | 7 afsnit     |
| Flemming Jensen        | Kriminalassistent Lassen                                             | 2 afsnit     |
| Christoffer Bro        | Nikolajsen, fra Taxanævnet                                           | 5 afsnit     |
| Birgit Conradi         | Andreas' mor                                                         | 5 afsnit     |
| Ole Meyer              | Gekko, rocker                                                        | 4 afsnit     |
| Ewald Larsen           | Esben, rocker                                                        | 3 afsnit     |
| Jan Elle               | Spil-leder ved pokerspillet                                          | 3 afsnit     |
| Peter Gilsfort         | Gittes kæreste (Afsnit 1)                                            | 3 afsnit     |
| Preben Harris          | Nærgående kunde                                                      | 3 afsnit     |
| Christine la Cour      | Pia, Claus' kæreste                                                  | 3 afsnit     |
| Dorte Højsted          | Jytte, radiodame på Krone Taxa                                       | 5 afsnit     |
| Peter Aude             | Kaspersen, betjent fra Udlændingestyrelsen                           | 3 afsnit     |
| Peter Belli            | Hardy, næstformand i Citybilen                                       | 2 afsnit     |
| Ebbe Trenskow          | Orla, direktør for Husum taxa                                        | 2 afsnit     |
| Otto Svendsen          | Ejvind, Andreas senile ven                                           | 2 afsnit     |
| Max Hansen Jr.         | Poul-Erik, taxachauffør                                              | 5 afsnit     |
| Benny Hansen           | Vagn, taxachauffør                                                   | 4 afsnit     |
| Bjarne Henriksen       | Sebastian, Mikes ven                                                 | 3 afsnit     |
| Peter Steen            | Direktør Strandberg                                                  | 4 afsnit     |
| Ole Lemmeke            | Anklager ved Lottes retssag                                          | 3 afsnit     |
| Dejan Cukic            | Dean, pusher                                                         | 2 afsnit     |
| Lars Bjarke            | Claes, pusher                                                        | 2 afsnit     |
| Claes Bang             | Christian, kriminalbetjent                                           | 5 afsnit     |
| Rikke Louise Andersson | Lulu, narkoman (Afsnit 6) Tanja, kunde i Renes taxa (Afsnit 50)      | 2 afsnit     |
| Puk Scharbau           | Lulu, Gittes veninde                                                 | 3 afsnit     |
| Janus Nabil Bakrawi    | Valid, Chauffør i Lottes taxa                                        | 6 afsnit     |
| Peter Jorde            | Kok, kunde i Lottes taxa (Afsnit 9) Claes, Lulus kæreste (Afsnit 43) | 2 afsnit     |

| Skuespiller             | Beskrivelse                                   |
| ----------------------- | --------------------------------------------- |
| Søren Østergaard        | Henrik, kunde i Lottes vogn                   |
| Jesper Klein            | Fuld kunde i Andreas´ taxa                    |
| Henrik Kofoed           | Leif, lottovinder i Renes taxa                |
| Finn Nielsen            | Møller, Krone Taxas revisor                   |
| Vera Gebuhr             | Camilla & Cecilies mormor                     |
| Helle Virkner           | Kunde i Mikes taxa                            |
| Niels Hausgaard         | Store Gunnar, kunde i Mikes taxa              |
| Christina Meincke       | Kit, Store Gunnars kone                       |
| Henning Jensen          | Toft, politiker i Mikes taxa                  |
| Mette Munk Plum         | Fru Toft                                      |
| Nikolaj Lie Kaas        | Dan, anklaget i mordsag                       |
| Sara-Marie Maltha       | Nicole, veninde til myrdet pige               |
| Rikke Stenderup         | Sabrina, lille pige i Mehos taxa              |
| Charlotte Fich          | Sabrinas mor                                  |
| Joy-Maria Frederiksen   | Mrs. Park Smythe                              |
| Colin Campell           | Mr. Park Smythe                               |
| Morten Kirkskov         | Bo, aggressiv kunde i Lottes taxa             |
| Birgitte Prins          | Katrine, hans kone                            |
| Sidse Babett Knudsen    | Milla, arbejder på casino hvor Preben spiller |
| Gerda Gilboe            | Kunde som glemmer kage i Andreas' taxa        |
| Gyrd Löfquist           | Pensionist som røver en bank                  |
| Jane Jeppesen           | Pensionistens nabo med dårlige hofter         |
| Henrik Prip             | Læge i Mikes taxa                             |
| Klaus Bondam            | Højrystet børsmægler i Mikes taxa             |
| Dan Schlosser           | Højrystet børsmægler i Mikes taxa             |
| Julie Wieth             | Institutionsleder på døgninstitution          |
| Mogens Holm             | Nattevagt på døgninstitution                  |
| Helle Ryslinge          | Vera, servitrice på "Cafe 13´eren"            |
| Søren Steen             | Pervers kunde i Andreas' taxa                 |
| Thomas Ungewitter       | Sjøgren, svensk kunde i Stines taxa           |
| Lars Wiik               | Carlsson, svensk kunde i Stines taxa          |
| Lars Mikkelsen          | Narkoman i Mikes Taxa                         |
| Søren Sætter-Lassen     | Pusher i Mikes taxa                           |
| Judy Gringer            | Fuld og pågående kunde i Andreas´ taxa        |
| Hans Henrik Voetmann    | Hendes mand                                   |
| Per Bentzon Goldschmidt | Pervers kunde i Stines taxa                   |
| Holger Perfort          | Schmidt, kunde i Renes taxa                   |
| Robert Reinhold         | MIchael, Schmidts søn                         |
| Nanna Møller            | Skilsmissemor i Finns taxa                    |
| Henrik Birch            | Skilsmissefar ved Finns taxa                  |
| Berrit Kvorning         | Ruth, fuld kvinde i Mikes taxa                |
| Gerard C. Bidstrup      | Påvirket ung fyr, der tager imod Ruth         |
| Klaus Wegener           | Wolfgang, Ruths mand                          |
| Folmer Rubæk            | Karl, Evas ven til reception                  |
| Alvin Linnemann         | Mand med thailandsk kone                      |
| Baard Owe               | Gekkos ven                                    |
| Leon Feder              | Krogh, formand i Taxanævnet                   |
| Thomas Vilstrup         | Kriminalassistent Søndergaard                 |
| Sophie Louise Lauring   | Betjent i arresten                            |
| Charlotte Sieling       | Fængselspræsten                               |
| Troels II Munk          | Dommer i retssag mod Lotte                    |
| Helge Scheuer           | Wedel, Lottes forsvarsadvokat                 |
| Erik Holmey             | Gangster                                      |
| Thomas Graversen        | Sejleren, kunde i Stines taxa                 |
| Susanne A. Olsen        | Betjent på Banegården                         |
| Søren Malling           | Taxachauffør, Mette Sandbæks tidligere elsker |
| Kai Løvring             | Senil patient på Mette Sandbæks rute          |
| Bende Harris            | Senil patients kone                           |
| Fadime Turan            | Nadja, kunde i Mehos taxa                     |
| Ali Safder Kahn         | Ali                                           |
| Pierre Miehe-Renard     | Juristen i statsamtet                         |
| Therese Glahn           | Berit, stewardesse                            |
| Trine Appel             | Helle, stewardesse                            |
| Regitze Schartau        | Kunde med kniv i Stines taxa                  |
| Isam Subeihi            | Hendes fyr                                    |
| Bodil Lindorff          | Margrethe, Senil kunde i Renes taxa           |
| Inge Sofie Skovbo       | Margrethes datter                             |
| Ulver Skuli Abildgaard  | Urobetjent                                    |
| Kim Jansson             | Urobetjent                                    |
| Marianne Høgsbro        | Læge på Rikkes stue                           |
| Christian Steffensen    | Overlæge på Rikkes stue                       |
| Søren Rode              | Dommer, kunde i Finns taxa                    |
| Mette Marckmann         | Brud i Andreas' taxa                          |
| Jacob Morild            | Brudgom i Andreas' taxa                       |
| Petrine Agger           | Sygeplejerske i Lottes taxa                   |
| Troels Lyby             | Rune, afløser i Renes taxa nytårsaften        |
| Vladimir Pintchevski    | Tim, voldsoffer for Gekko og Esben            |
| Helle Hertz             | Trafikminister                                |
| Tomas Villum Jensen     | Ministersekretær                              |
| Beate Bille             | Hermans sekretær                              |
| Steen Stig Lommer       | Husværten                                     |
| Pernille Glavind Olsson | Katrine, sidste kunde i Andreas' taxa         |
| Poul Nesgaard           | Formand for taxanævnet                        |
| Ole Fick                | Pyroman, kunde i Mikes taxa                   |
| Robert Hansen           | Student                                       |
| Mikkel Arndt            | Student                                       |
| Laura Bach              | Student                                       |
| Carsten Colberg Møller  | Jonas, Fies kæreste                           |
| Martin Brygmann         | Underviser på taxakursus                      |
| Nicolas Bro             | Ulf, deltager på taxakursus                   |
| Rasmus Botoft           | Kunde i Renes taxa                            |
| Erno Müller             | Viggo, tidligere ejer af "Cafe Krone"         |
| Finn Rye Petersen       | Ansøger som kok på "Cafe Krone"               |
| Katrine Jensenius       | Ansøger som kok på "Cafe Krone"               |
| Morten Eisner           | Jaloux ægtemand                               |
| Michael Lindvad         | Kontrollør fra Veterinæren                    |
| Jesper Asholt           | Bentzons advokat                              |
| Nicolaj Kopernikus      | Oliver, Brudgom på Polterabend                |
| Thomas Levin            | Simon, Brudgommens jaloux ven                 |
| Michael Asmussen        | Nikolaj, Brudgommens ven                      |
| Charlotte Munck         | Katrine, Renes gamle veninde                  |
| Alice Thorlacius        | Psykologen                                    |